# Robert Gordon (acteur)
Pour les articles homonymes, voir Robert Gordon et Gordon.
Robert Gordon, né le 3 mars 1895 à Belleville au Kansas et mort le 26 octobre 1971 à Victorville en Californie, est un acteur américain de cinéma, ayant fait ses débuts à l'époque du cinéma muet.

## Biographie
Marion Lamport Duncan est né à Belleville au Kansas, il prend comme nom de scène Robert Gordon. Il joue notamment le rôle de Huck Finn dans Tom Sawyer en 1917.
Il meurt en 1971 et est enterré au Green Hills Memorial Park à Los Angeles.

## Filmographie partielle
- 1917 : Tom Sawyer :  Huck Finn
- 1918 : Bud's Recruit
- 1918 : L'Homme aux yeux clairs
- 1918 : Huck and Tom

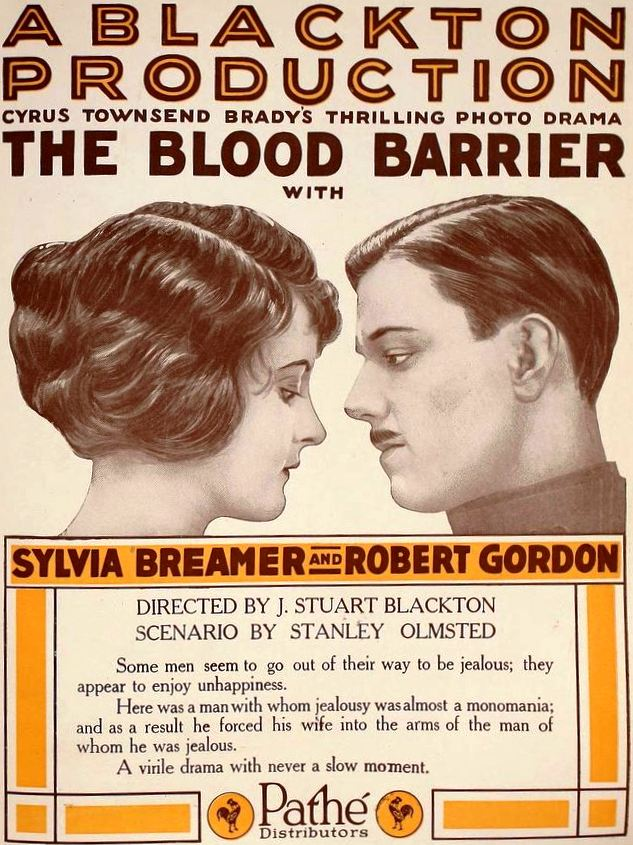
Robert Gordon à l'affiche de The Blood Barrier (1920).

- 1918 : The Kaiser, the Beast of Berlin
- 1919 : Le Trésor
- 1919 : A Yankee Princess (en)
- 1920 : Dollars and the Woman
- 1920 : The Blood Barrier (en)
- 1920 : Respectable by Proxy (en)
- 1920 : Vice of Fools (en)
- 1921 : If Women Only Knew (en)
- 1922 : The Rosary (en)
- 1923 : La Rue des vipères
- 1925 : Les Siens (His People) d'Edward Sloman
- 1926 : Lazy Lightning
- 1926 : The Cohens and Kellys de Harry A. Pollard
- 1927 : Sinews of Steel
- 1927 : Mountains of Manhattan
- 1931 : The House That Shadows Built
- 1933 : Le Grand Avocat
- 1934 : Student Tour
- 1936 : Two Against the World

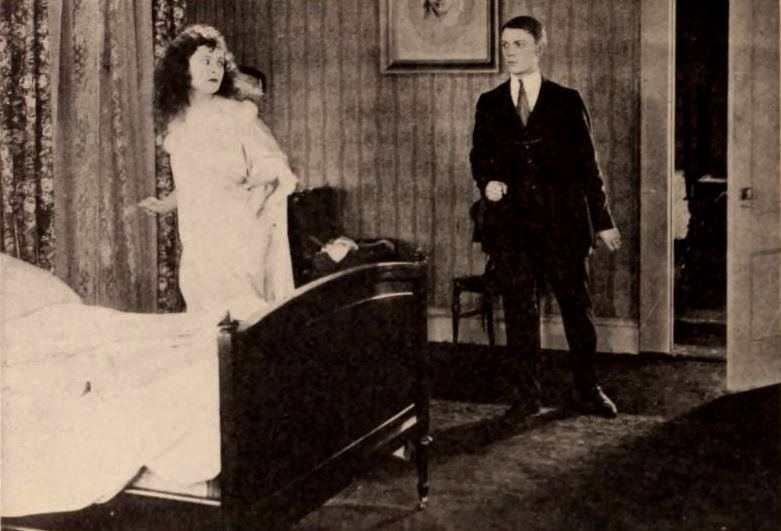
Robert Gordon dans Respectable by Proxy (1920)
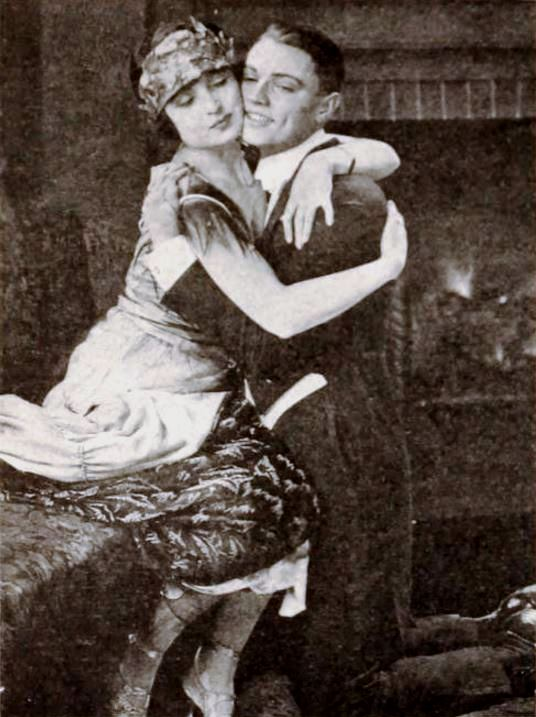
Dollars and the Woman (1920)
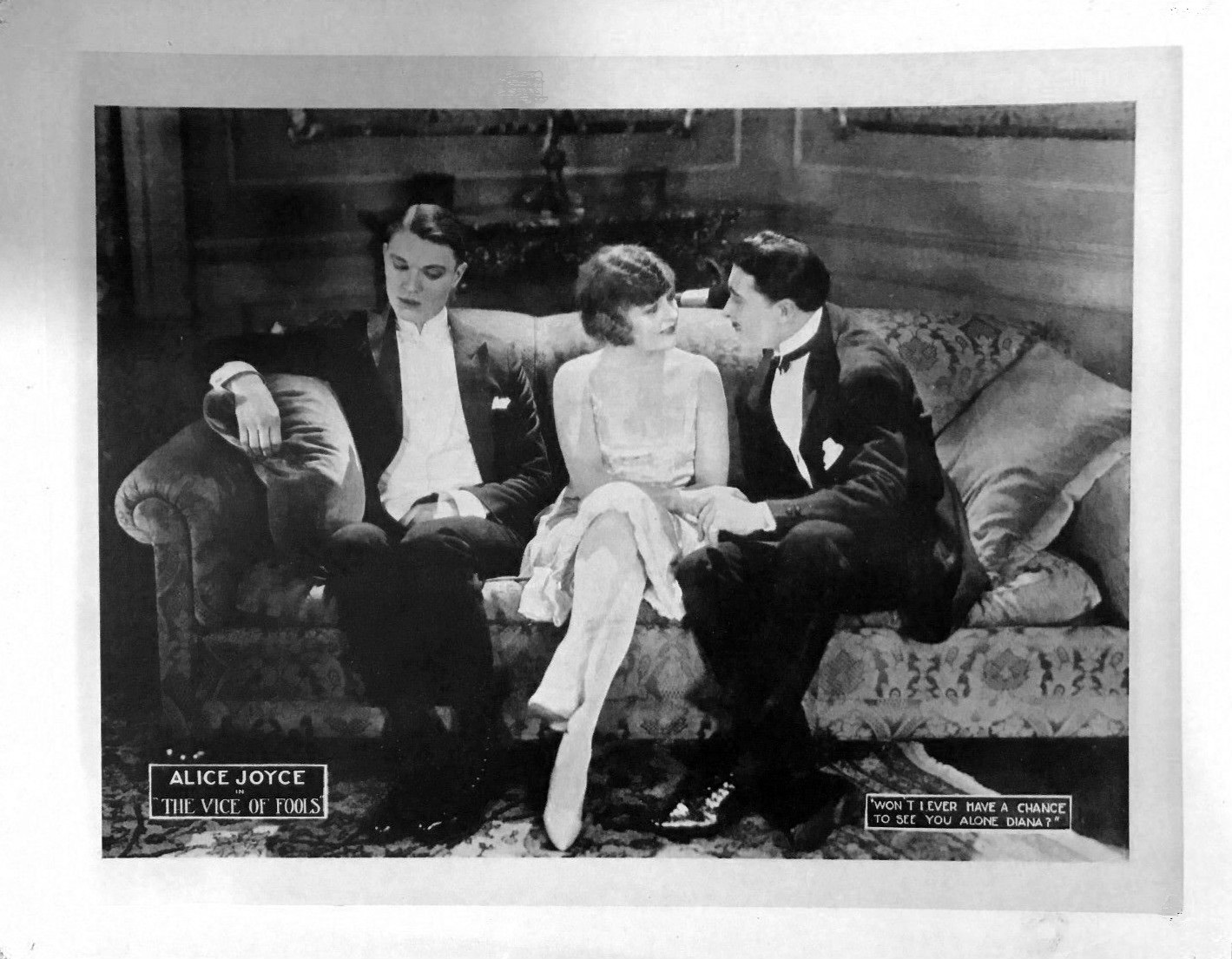
Vice of Fools (1920)
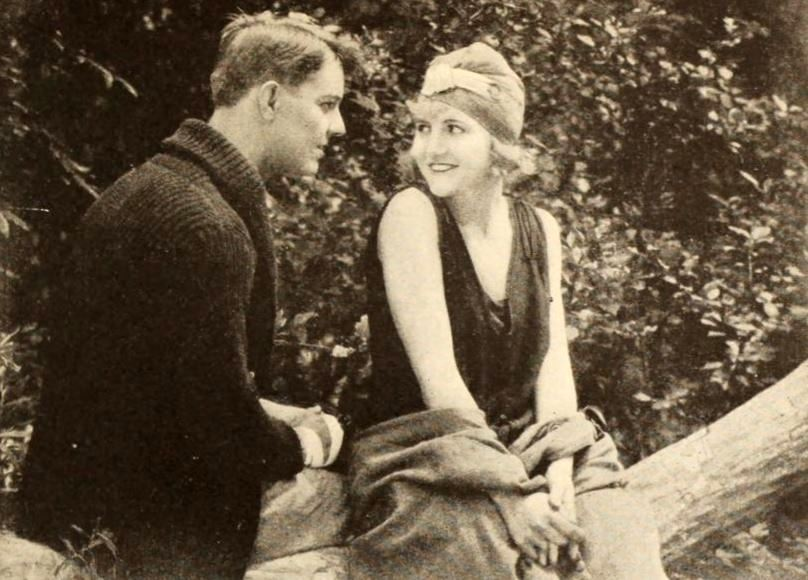
Dans If Women Only Knew (1921)